# Франческо Антоніо Бонпорті
Франч̀еско Ант̀оніо Бонп̀орті (італ. Francesco Antonio Bonporti) (11 червня 1672 Тренто — 19 грудня 1749 Падуя) — італійський бароковий композитор та священник.

## Біографія
Бонпорті походив із занепалого аристократичного роду. Перші гуманітарні студії проходив у Тренто, дипломи з філософії та фізики отримав у Інсбруку. Переїхав до Рима задля проходження курсів з теології у папській семінарії Collegium Germanicum. У цьому місті вивчав композицію у Джузеппе Оттавіо Пітоні та, що не підтверджено джерелами, скрипку в Арканджело Кореллі. У 1695 році, після висвячення на священника, повернувся до рідного Тренто. 
Хоча Бонпорті й провів більшу частину свого життя у рідному місті, він зажив європейської слави. У 1696 році опублікував перший опус, що складався з десяти Тріо-сонат. В подальшому написав інші сонати, шість мотетів для голосу, скрипок та баса, арії, балети та куранти, сто менуетів, які перевидавалися у Лондоні та Амстердамі та мали великий успіх. У Італії ж його твори лишались малопомітними. Після призначення його придворним («familiare aulico») Карла VI Габсбурга, у 1740 році переїхав до Падуї, де жив до смерті. 

Як і Альбіноні, не вважався професійним композитором, а тільки аматором. Його ім'я виринуло із забуття лише у двадцяті роки XX ст., завдяки знахідці декількох невідомих інвенцій Йоганна Себастьяна Баха, що являли собою транскрипції для клавесина чотирьох скрипкових п'єс з оп. X. 
Стиль композитора, що був вільний від інституціональних та комерційних обмежень, отримав певні індивідуальні риси.
Відомо 12 опублікованих опусів, що належать Бонпорті, два з яких втрачено.

## Твори
- Тріо-сонати для двох скрипок та віолончелі обліґато (Suonate a tre, due violini e violoncello obbligato); op. 1 (Венеція, 1696)
- Камерні сонати для двох скрипок, басової Віоли, клавесина або басової лютні (Sonate da camera a due violini, violone, cembalo o arciliuto); op. 2 (Венеція, 1698; перевидання у Лондоні у 1703)
- Мотети для сольного співу зі скрипками (Mottetti a canto solo con violini; op. 3 (Венеція, 1701/1702)
- Камерні сонати для двох скрипок, басової Віоли, клавесина або басової лютні (Sonate da camera a due violini, violone e cembalo o arciliuto); op. 4 (Венеція, 1703; перевиданняу Лондоні та Амстердамі)
- Арії, балети та куранти (Arie, baletti e correnti); op. 5 [втрачено]
- Камерні сонати для двох скрипок, басової віоли або клавесина (Sonate da camera a due violini, violone o cembalo); op. 6 (Венеція, 1705)
- Камерні сонати для двох скрипок, басової віоли або клавесина (Sonate da camera a violino e violone o cembalo); op. 7 (Венеція, 1707; Перевидання у Лондоні та Амстердамі)
- Менуети для скрипки соло та віолончелі або басо-контінуо (Minuetti a violino solo e violoncello o basso continuo); op. 8 (Венеція) [втрачено]
- Танці для скрипки та віолончелі або басо-контінуо (Balletti à violino solo e violoncello o basso continuo); op. 9 (Амстердам)
- Камерні інвенції для скрипки соло або басо-контінуо ((Inventioni da camera a violino solo o basso continuo); op. 10 (Болонья, 1712; Венеція та Тренто, 1713)
- Концерти для чотирьох інструментів (Concerti à quattro strumenti); op. 11 (Тренто, 1715)
- Різні Концертино та серенади Vari concertini e serenate; op. 12 (Аугсбург)
- Хроматична варійована арія для скрипки, віолончелі та клавесина (Aria cromatica e variata a violino e violoncello e cembalo) (1720)
- Соната у фа-дієз для скрипки та басо-контінуо (Sonata in fa diesis per violino e basso continuo)

## Пам'ять
- Консерваторія Ф.А. Бонпорті у Тренто (Conservatorio di Musica F.A. Bonporti)[2].
- Музичне училище Ф.А. Бонпорті (Scuola secondaria di I grado "F. A. Bonporti")[3].
- Міжнародний конкурс давньої музики Премія Бонпорті (Premio Bonporti)— Роверето, з 1996 року[4]

## Зовнішні посилання
- Анданте, з Концерту для чотирьох №5 фа мажор, op. 11 - YouTube
- Бонпорті, Інвенція 6 до мінор - YouTube